# جاستن هاميلتون
جاستن هاميلتون (بالإنجليزية: Justin Hamilton)‏ هو لاعب كرة قدم أمريكية أمريكي، ولد في 17 سبتمبر 1982.

## وصلات خارجية
- جاستن هاميلتون على موقع مرجع كرة القدم المحترفة.كوم (الإنجليزية)